# PAFAH1B1
PAFAH1B1 (англ. Platelet activating factor acetylhydrolase 1b regulatory subunit 1) – білок, який кодується однойменним геном, розташованим у людей на короткому плечі 17-ї хромосоми. Довжина поліпептидного ланцюга білка становить 410 амінокислот, а молекулярна маса — 46 638.
| 10         |  | 20         |  | 30         |  | 40         |  | 50         |
| ---------- |  | ---------- |  | ---------- |  | ---------- |  | ---------- |
| MVLSQRQRDE |  | LNRAIADYLR |  | SNGYEEAYSV |  | FKKEAELDVN |  | EELDKKYAGL |
| LEKKWTSVIR |  | LQKKVMELES |  | KLNEAKEEFT |  | SGGPLGQKRD |  | PKEWIPRPPE |
| KYALSGHRSP |  | VTRVIFHPVF |  | SVMVSASEDA |  | TIKVWDYETG |  | DFERTLKGHT |
| DSVQDISFDH |  | SGKLLASCSA |  | DMTIKLWDFQ |  | GFECIRTMHG |  | HDHNVSSVAI |
| MPNGDHIVSA |  | SRDKTIKMWE |  | VQTGYCVKTF |  | TGHREWVRMV |  | RPNQDGTLIA |
| SCSNDQTVRV |  | WVVATKECKA |  | ELREHEHVVE |  | CISWAPESSY |  | SSISEATGSE |
| TKKSGKPGPF |  | LLSGSRDKTI |  | KMWDVSTGMC |  | LMTLVGHDNW |  | VRGVLFHSGG |
| KFILSCADDK |  | TLRVWDYKNK |  | RCMKTLNAHE |  | HFVTSLDFHK |  | TAPYVVTGSV |
| DQTVKVWECR |  |            |  |            |  |            |  |            |

A: Аланін

C: Цистеїн

D: Аспарагінова кислота

E: Глутамінова кислота

F: Фенілаланін

G: Гліцин

H: Гістидин

I: Ізолейцин

K: Лізин

L: Лейцин

M: Метіонін

N: Аспарагін

P: Пролін

Q: Глутамін

R: Аргінін

S: Серин

T: Треонін

V: Валін

W: Триптофан

Кодований геном білок за функціями належить до білків розвитку, фосфопротеїнів. 
Задіяний у таких біологічних процесах, як метаболізм ліпідів, транспорт, клітинний цикл, поділ клітини, мітоз, деградація ліпідів, диференціація клітин, нейрогенез, ацетилювання, альтернативний сплайсинг. 
Локалізований у цитоплазмі, цитоскелеті, ядрі, мембрані.